# Seznam avtorjev fantazijskih književnih del
Seznam prepoznavnejših avtorjev fantazijskih književnih del. Nekateri izmed naštetih avtorjev so tudi v seznamu avtorjev znanstvenofantastičnih književnih del, ker so ustvarjali dela obeh zvrsti.

## A
- Joe Abercrombie

## B
- Clive Barker (Združeno kraljestvo, * 1952)
- Greg Bear
- Terry Brooks
- Lois McMaster Bujold (ZDA, * 1949)

## C
- Lewis Carroll (psevdonim Charlesa Lutwidgea Dodgsona), (1832 - 1898)

## D
- L. Sprague de Camp

## E
- Steven Erikson (Kanada, * 1959)

## F
- Raymond E. Feist
- Cornelia Funke

## G
- Neil Gaiman
- David Gemmell
- Terry Goodkind
- Ernest Gary Gygax

## H
- Robin Hobb (psevdonim Margaret Astrid Lindholm Ogden)
- Anthony Horowitz
- Robert E. Howard

## J
- Robert Jordan (psevdonim Jamesa Oliverja Rigneyja ml.; ZDA, 1948 - 2007)

## K
- Sebastjan Koleša (Slovenija, * 2008)

## L
- Ursula Kroeber Le Guin (ZDA, * 1929)
- Ann Leckie (ZDA, 1966 – )
- Clive Staples Lewis (Združeno kraljestvo, 1898 - 1963)
- Astrid Lindgren (Švedska, 1907 - 2002)
- Howard Phillips Lovecraft (ZDA, 1890 - 1937)
- Scott Lynch (ZDA, * 1978)

## M
- George Raymond Richard Martin (ZDA, * 1948)
- Anne McCaffrey (ZDA, 1926 - 2011)
- Juliet E. McKenna (Združeno kraljestvo, * 1965)
- China Miéville

## N
- Garth Nix

## P
- Christopher Paolini (ZDA, * 1983)
- Terry Pratchett (Združeno kraljestvo, * 1948)
- Philip Pullman (Združeno kraljestvo, * 1946)

## R
- Anne Rice
- Patrick Rothfuss
- J. K. Rowling (psevdonim Joanne Rowling; Združeno kraljestvo, * 1955)

## S
- Robert Anthony Salvatore
- Marija Vasiljevna Semjonova (Rusija, * 1958)
- Mary Shelley (Združeno kraljestvo, 1797 - 1851)
- Ronald Lawrence Stine
- Jonathan Swift

## T
- John Ronald Reuel Tolkien (Združeno kraljestvo, 1892 - 1973)
- Harry Turtledove

## V
- Jack Vance